# Rycice (Dęblin)
Rycice – część miasta Dęblina w województwie lubelskim, w powiecie ryckim, dawniej samodzielna miejscowość. Leży na północy miasta, w okolicy ulic Starej i Nowej.

## Historia
Dawniej samodzielna miejscowość. Od 1867 w gminie Iwanowskie Sioło w powiecie nowoaleksandryjskim, od 1870 w nowo utworzonej gminie Irena. W okresie międzywojennym miejscowość należała dopowiatu puławskiego w woj. lubelskim. W 1921 roku liczba mieszkańców wynosiła 1201. 1 września 1933 utworzono gromadę Rycice w granicach gminy Irena, składającą się ze wsi Rycice, wsi Młynki i stacji kolejowej Dęblin. 1 kwietnia 1939 Rycice wraz z cała gminą Irena przyłączono do woj. warszawskiego i powiatu garwolińskiego.
Podczas II wojny światowej Rycice włączono do Generalnego Gubernatorstwa (dystrykt lubelski, powiat puławski), nadal w gminie Irena. W 1943 roku liczba mieszkańców wynosiła 2576.
Po wojnie Rycice powróciły do powiatu garwolińskiego w woj. warszawskim jako jedna z 15 gromad gminy Irena. W związku z reorganizacją administracji wiejskiej jesienią 1954, miejscowość weszła w skład nowej gromady Dęblin. 
Po pięciu tygodniach, 13 listopada 1954, gromadę Dęblin zniesiono w związku z przekształceniem jej obszaru w miasto Dęblin, przez co Rycice stały się integralną częścią Dęblina.